# Frans Kokshoorn (acteur)
Francis Cornelis (Frans) Kokshoorn (Den Haag, 18 juni 1920 – Oegstgeest, 25 november 2007) was een Nederlands acteur.

## Biografie
Kokshoorn leerde het vak van Paul Steenbergen. Tussen 1945 en 1950 speelde hij bij Theater Plezier. Daarna leidde hij enige tijd Speelgroep Phoenix. Hij speelde vele grote rollen (zoals in Q & Q, Floris en Bassie en Adriaan), maar ook een aantal gastrollen (onder andere in Baantjer en Flodder). Ook speelde hij tussen 1972 en 1976 diverse rollen in de serie 'Kunt u mij de weg naar Hamelen vertellen, mijnheer?', waaronder Pint de Schoenlapper. In theaterseizoen 1976-1977 verving hij Frans van Dusschoten als aangever van André van Duin in diens theatershow Lach om het leven. In 1979 nam Kokshoorn de rol van BB (Boevenbaas) over van Paul Meijer, voor de serie Bassie & Adriaan: De Diamant. Deze rol zorgde ervoor dat hij nog steeds vrij bekend is. Zijn laatste theaterrol speelde hij in De markiezin, een blijspel van Noël Coward dat op 7 oktober 1992 in Apeldoorn in première ging.
Daarnaast was hij lid van de vaste hoorspelkern. Kokshoorn werkte aan talloze hoorspelen mee, voor het laatst in 2006 in een bewerking door John Beringen van Het proces van Franz Kafka.
Aan het eind van zijn leven was Kokshoorn woonachtig in een aanleunwoning bij een zorginstelling in Oegstgeest. Hij overleed op 25 november 2007 op 87-jarige leeftijd en werd op 30 november 2007 begraven in Oegstgeest.

## Filmografie
- Baantjer (televisieserie) - Jacob Breekland (afl. De Cock en de moord op jaren, 1998)
- Westzijde Posse  - man aan bar (afl. De gijzeling, 1997)
- Unit 13 (televisieserie) - Oude visser (afl. Deadline, 1996)
- Prettig geregeld (televisieserie) - Notaris De Haas (afl. De beuk erin, 1991)
- Ha, die Pa! (televisieserie, 1991)
- Pappie, hier ben ik (klucht, 1991) - Professor Van Meeteren
- Spijkerhoek (televisieserie) - Burgemeester (1989) Arnold van Lanschot (afl. Schot in de nacht, 1991)
- Flodder (1986) - Wethouder
- Dossier Verhulst (televisieserie) - Accountant Weber (4 afl., 1986)
- Thomas en Senior (1985) - Burgemeester
- Twee handen op een buik (televisiefilm, 1984) - kapelaan Dick
- Ciske de Rat (1984) - Maatsuyker
- De Fabriek (televisieserie) - Boer Voors (6 afl., 1981)
- Bassie & Adriaan: De Diamant (televisieserie) - Boevenbaas (1979)
- Laden maar (televisieserie) - Donders (1978)
- Kom van het dak af (blijspel) - Inspecteur Krug (1978)
- Dagboek van een herdershond (televisieserie) - Koos Weenink (episode 2.1) (1978–1980)
- Hollands Glorie (televisieserie) - Scheepskok Hazewinkel (1977)
- Centraal station (televisieserie) - Handelaar (afl. De barones, 1977)
- Sil de strandjutter (miniserie, 1976) - Veilingmeester
- Q & Q (1e en 2e serie) - Charles Quarles van Ispen
- Oorlogswinter (televisieserie) - Meester Postma
- Merijntje Gijzen (televisieserie) - Fabriekseigenaar (episode 1.11, 1974)
- Barlow at Large (televisieserie) - Wachtcommandant (afl. Wanted, 1973)
- Geen paniek (1973) - meneer Koster
- Kunt u mij de weg naar Hamelen vertellen, mijnheer? (televisieserie) - Pint de schoenlapper (episode 1.1 + 5.1 t/m 5.5),Elf Zwachtel (episode 1.5), Dorpeling/Spook Liechtenstein (episode 2.3)
- De kleine waarheid (televisieserie) - Cafébezoeker (1e aflevering, 1970)
- Floris (televisieserie) - Poortwachter met zweep (afl. De Byzantijnse Beker: De genezing, 1969)
- Floris (televisieserie) - Rol onbekend (afl. De Byzantijnse beker: Het toernooi, 1969)
- Floris (televisieserie) - Molenaar (afl. De vrijbrief, 1969)
- Tot de dood ons scheidt (televisieserie) - Werkeloze man (1969)
- Rififi in Amsterdam (1962) - Inspecteur Dijkema
- Kermis in de regen (1962) - Rol onbekend